# Adolph Tidemand
Adolph Tidemand (Mandal, 14. kolovoza 1814. – Christiania, 25. kolovoza 1876.), norveški slikar.
Studirao je u Kopenhagenu i Düsseldorfu te potom duže vrijeme boravio u Italiji. Prvi je norveški slikar koji je u Njemačkoj pobudio zanimanje. 